# Oplerclanis boisduvali
Oplerclanis boisduvali es una especie de polilla del género Oplerclanis, en la familia Sphingidae. 

## Distribución geográfica y hábitat
Habita en los arbustos secos de Senegal y el norte de Nigeria.